# Jongleur (joculator)

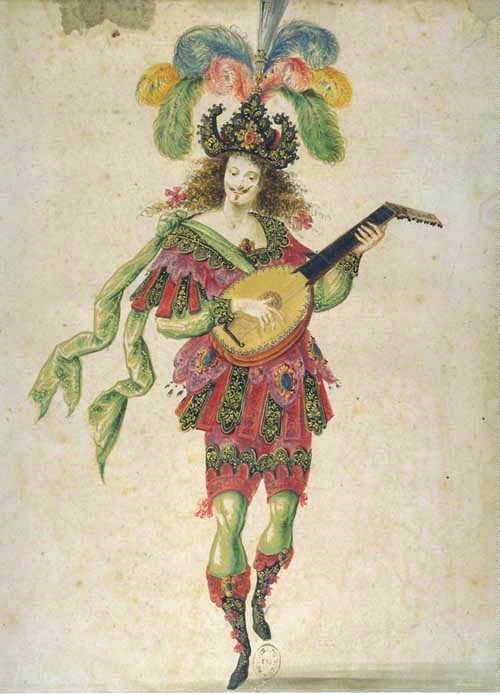
Luitspelende nar (Ballet de la nuit)

Een jongleur of joculator is een aanduiding voor rondtrekkende beroepsspeellieden in de middeleeuwen. De term jongleur kreeg later een meer specifieke betekenis: een acrobaat die behendig is in het werpen en vangen van voorwerpen (jongleren).

## Betekenis en ontwikkeling
De term is afgeleid van het Latijnse joculator en het Oudfranse joglere. De aanduiding joculator of jongleur werd vooral gebruikt in de Provence en Noord-Frankrijk. Het woord is verwant met het Engelse joker en ook met het Nederlandse jokken.
De jongleurs verzorgden acrobatiek, muziek, zang, dans, toneelspel en voordracht van literaire (epische) teksten. Zij leverden soms ook commentaar op maatschappelijke gebeurtenissen. Jongleurs zijn de opvolgers van de rondreizende mimen, die in groepjes zang-, dans- en mimespelen uitvoerden. Ook de jongleurs trokken vaak in groepjes rond en traden op in kastelen, abdijen en op marktplaatsen.
Na het hoogtepunt in de dertiende eeuw nam de betekenis van de jongleurs in de loop van de veertiende eeuw af en traden meer gespecialiseerde kunstenaars op de voorgrond, zoals musici en acrobaten.

## Relatie tussen minstreel, troubadour en jongleurs
De termen minstreel, trouvère en troubadour zijn nauw verwant met jongleur in de oorspronkelijke betekenis. Een minstreel had echter een vaste betrekking aan bijvoorbeeld een kasteel en richtte zich meer op literatuur dan op vermaak. Ook de troubadour was doorgaans wat minder 'volks' dan de jongleur.

## Toneel
De geboorte van de jongleur is een toneelstuk dat de oorspronkelijke betekenis laat zien van jongleur. Het is door de Internationale Nieuwe Scène in de afgelopen decennia met enige regelmaat in Nederland en Vlaanderen vertoond.